# Казачьи союзы
Каза́чьи сою́зы — военно-политические организации. Они объединяли казачество различных казачьих войск. Существовали в России и за границей. Некоторые из них в русской эмиграции занимались благотворительной и просветительской деятельностью.

## Казачьи союзы в России

#### Союз казачьих войск
Союз казачьих войск, созданный после Февральской революции 1917 года в Петрограде по решению 1-го общеказачьего съезда в апреле (по новому стилю) 1917 года, был первым казачьим союзом. В него входили все казачьи войска. Работой Союза управлял его совет. Этот совет выпускал газету «Вестник Союза Казачьих Войск» (позднее — «Вольность казачья»). Совет принимал деятельное участие в политической жизни Петрограда, высказывался за участие России в 1-й мировой войне до победного конца, был сторонником курса Временного правительства и выступал за созыв Учредительного собрания.Он был организатором 2-го общеказачьего съезда, который прошёл в июне 1917 года . Во время Корниловского выступления в 1917 году придерживался нейтралитета. Но до и после этих событий выступал в поддержку Л. Г. Корнилова. Также поддерживал и атамана Донского казачьего войска А. М. Каледина.
После Октябрьской революции 1917 совет Союза лишился своего влияния, в декабре 1917 года большевики разогнали совет и уничтожили типографию, выпускавшую их газету. Председателями совета союза в разное время были: депутат Государственной думы А. П. Савватеев (с марта/апреля), войсковой старшина (позднее полковник) А. И. Дутов (с июня), есаул А. И. Аникеев (с октября).

#### Юго-Восточный союз казачьих войск
Юго-Восточный союз казачьих войск, горцев Кавказа и вольных народов степей был организован 20 октября 1917 года во Владикавказе. По новому стилю это было 2 ноября. Его целью была борьбы с большевиками и сопротивление анархии. Он состоял из Астраханскоего, Донского, Кубанского Оренбургского, Терского, Уральского казачьих войск. Также в организацию вошёл Союз объединённых горцев Северного Кавказа и Дагестана. В Екатеринодаре базировалось Объединённое правительство. Его возглавлял председатель В. А. Харламов. Правительство Союза выступало за создание Демократической Федеративной Республики. Оно считало это лучшей формой государственного устройства России: «Гарантируя своим членам полную независимость их внутренней жизни, Союз обязуется содействовать им всеми союзными средствами в подготовке их внутреннего устройства как самостоятельных штатов будущей Российской Демократической Федеративной Республики. Вместе с тем Юго-Восточный Союз имеет в виду оказание всемерной поддержки всем остальным народам и областям, стремящимся к устройству Российской Республики на федеративных началах». Попытки Союза создать единые вооружённые силы ни к чему не привели. К февралю 1918 года его деятельность завершилась. Это было связано с провозглашением советской власти на территории Донского, Кубанского и Терского казачьих войск.

#### Об организации Доно-Кавказского казачьего союза
Попытки создать новые казачьи союзы на территориях, где не было советской власти, продолжались на всём протяжении Гражданской войны 1917-22 годов. Так, генерал-лейтенант П. Н. Краснов в июле 1918 года призвал организовать Доно-Кавказский казачий союз. На его призыв откликнулись руководители Оренбургского, Уральского, Сибирского, Семиреченского, Енисейского и Иркутского казачьих войск, проведя в сентябре 1918 года переговоры о создании Восточного (Юго-Восточного) союза казачьих войск. Но их намерение потерпело неудачу.

## Казачьи союзы за рубежом
Начиная с 1920-х годов и позже в среде русской эмиграции возникало много казачьих организаций. На первых порах приютом казаков из военных лагерей Лемноса, Галлиполи, Чаталджа стали Королевство СХС, Болгария. Позже они стали перебираться в страны Восточной и Западной Европы. Казачьих атаманов тревожила неустроенность быта и моральное состояние казаков. Было решено создать для объединения и помощи казакам единую организацию, не зависимую от П. Н. Врангеля, которому на тот момент принадлежала вся полнота правления казачьими войсками. Ситуация с Врангелем возникла из-за того, что ещё в России 22 июля 1920 года войсковые атаманы Дона, Кубани и Терека подписали договор, согласно которому ему перешло полное правление войсками. И, оказавшись в эмиграции, казаки остались без какого-либо общественно-политического центра. Круги и Рады не действовали, а атаманы оставались в подчинении у Врангеля. Такое положение стало не устраивать казаков.
14 января 1921 года в Константинополе атаманы и председатели правительств Дона, Кубани и Терека подписали соглашение об организации Объединенного совета Дона, Кубани и Терека (ОСДКТ). Она и заложила фундамент будущего Казачьего союза. Соглашение особо оговаривало, что решать все политические, экономические, военные и внешние вопросы атаманы должны сообща. Врангель отреагировал на эти действия резко отрицательно, что привело к его отказу от официальных отношений с ОСДКТ и атаманами
Позже в среде русской эмиграции возникало много разных казачьих организаций. Планировалось, что эмигрантские казачьи союзы в случае интервенции на территорию СССР станут центрами организации антисоветских вооруженых формирований. Основная часть казачьих союзов русской эмиграции не была большими. Примерами могут служить Союз казаков Болгарии (с 1922 года), Общеказачий союз в Сан-Франциско (с 1951 года). Но были и значительные по численности союзы, такие как: Восточный казачий союз в Харбине, Казачий союз в Париже, Казачий союз в Шанхае, Союз казаков на Дальнем Востоке.

#### Восточный казачий союз в Харбине
Дальневосточное казачество не осталось в стороне от событий гражданской войны в России в 1918—1922 годах. После победы Красной Армии казачьим формированиям вместе с остатками разгромленных белогвардейских войск пришлось оставить Россию. Значительная их часть попала в Маньчжурию и прочие районы Китая. Чтобы выжить на чужбине, они стали возрождать казачьи посёлки и станицы.
В Харбине, где со времён строительства Китайско-Восточной железной дороги располагались администрация и Правление КВЖД и трудились в основном русские специалисты, была, пожалуй, самая подходящая среда для дальневосточных эмигрантов, в том числе и казаков. Китайская администрация не возражала против организации особых формирований, деятельность которых была направлена на защиту населения и сохранение порядка на территории отчуждения. Все эти обстоятельства были приняты во внимание лидерами казачества Харбина, когда в 1923 году создавался Восточный Казачий Союз (ВКС). Основную цель Союза его организаторы видели в повышении сплочённости казаков в Маньчжурии и активизации борьбы с большевиками. Некоторые представители Дона, Терека и Кубани с опаской восприняли идею объединения с дальневосточным казачеством. Их недоверие разделяли астраханцы и уральцы. Однако основная часть российских казаков в этом регионе поддержала вступление в Восточный Казачий Союз, приняв его Устав и Программу Союз планировал объединение с Казачьим союзом в Париже. После оккупации Маньчжурии японскими войсками члены Восточного Казачьего союза в 1933 году влились в ряды Союза казаков на Дальнем Востоке. Председателями правления и совета Союза в разное время были: полковник Г. В. Енборисов (1923 год), полковник Е. П. Березовский (с мая 1923 года), генерал-лейтенант Е. Г. Сычёв (с апреля 1933 года).

#### Казачий союз в Париже
Стремясь сохранить за границей свои традиции и уклад, казаки-эмигранты стали создавать отдельные группы, именуя их станицами и хуторами. В 1922 году выходит документ «Положение о станицах и хуторах», регламентирующий их взаимодействие и подписанный официальным представителем ОСДКТ А. Богаевским. Чтобы контролировать эти новые казачьи группы, войсковым атаманам следовало выработать иные механизмы контроля за ними. Назревала необходимость в такой общеказачьей организации, где уполномоченные от станиц и хуторов были бы её полноправными членами, чтобы проводить в жизнь решения ОСДКТ и войсковых атаманов.
Необходимость таких действий усугублялась тем, что в планах Врангеля (отказавшегося от официальных отношений с ОСДКТ) было создание Русского общевоинского союза, куда он собирался ввести казачьи станицы и хутора. Кроме реализации политических планов казачьего зарубежья, требовалось урегулировать экономические, культурные и просветительские и бытовые задачи. К 1924 году необходимость в организации нового союза встала с особой остротой. В дополнение к уже имеющимся обстоятельствам произошло установление дипломатических отношений СССР с Францией, Англией, Италией, Грецией, Норвегией, Швецией, Данией, Мексикой и Китаем. Требовалась новая общеказачья организация, которая смогла бы с учётом всех вышеперечисленных обстоятельств защищать права казаков-эмигрантов. Иными словами, следовало создать официальную общественно-политическую структуру для ведения дел с зарубежными правительствами и фондами.
7 августа 1924 года состоялся съезд казаков, в работе которого приняли участие представители 24 казачьих организаций из Франции. Съезд принял решение о создании Казачьего союза в Париже. Программу и устав союза, принятые на съезде, отправили всем казачьим станицам, хуторам и группам. Главной целью Казачьего союза было объединение всех казаков, проживающих за рубежом, и поддержка войсковых атаманов.
Казачий союз выпускал журналы «Вестник Казачьего союза» (1925-28 годы) и «Родимый край» (1929-31 годы). К концу 1920-х годов Союз насчитывал 188 казачьих организаций в 18 странах. В него входили почти все казачьи объединения в Европе. Завершил свою деятельность в 1934 году из-за смерти его создателя и последнего председателя правления — атамана Донского казачьего войска генерала- лейтенанта А. П. Богаевского. Председателями правления были бывший председатель Войскового правительства Донского казачьего войска Н. М. Мельников (с 1924 года) и Богаевский (с 1933 года.

#### Казачий союз в Шанхае
Шанхай, крупнейший город Китая, был одной из главных территорий, ставшей приютом для эмигрантов из России, в том числе и казаков. Первыми в Китай попали те казаки, которые принимали участие в Белом движении в Сибири. Сначала это были части, бежавшие из Средней Азии и Забайкалья. Позже, осенью 1922 года, после поражения в Приморье оставшиеся в живых уходили в Китай или через сухопутную границу, или — морским путём. Именно так, по морю, попали в Шанхай казаки из частей Урало-Егерской группы генерала Лебедева и Сибирской флотилии адмирала Старка. Немного позднее в Шанхай из Кореи на трёх судах явилась Дальневосточная казачья группа (около 850 человек) под командованием генерала Глебова. Казаки, попавшие в Шанхай, не приняли советскую власть и, когда в Маньчжурии открылось консульство, отказались принимать советское подданство. Активисты казачьих групп решили организовать общеказачий союз. Стараниями бывшего присяжного поверенного судебной палаты города Омска И. Н. Шендрикова и полковника Сибирского казачьего войска А. Г. Грызова, была создана группа учредителей Казачьего Союза в Шанхае. В 1925 году. состоялось избрание временного правления Союза. За образец разработанного группой устава был принят устав парижского объединения. В нём оговаривалось налаживание контактов с теми казачьими союзами, которые согласны с идейно-политическими установками Казачьего Союза в Париже. К 1929 году в состав Союза входили 10 казачьих станиц и примерно 700 членов. По окончании 2-й мировой войны был упразднён.

#### Союз казаков на Дальнем Востоке
Союз казаков на Дальнем Востоке был организован при поддержке Японии в 1933 году в Маньчжурии генерал-лейтенантом Г. М. Семёновым. В числе задач Союза стояла борьба за «освобождение России из-под власти Коминтерна», ликвидация советской власти и утверждение монархии в России. Готовясь к войне с СССР, в Японии создают в 1934 году «Бюро по делам российских эмигрантов», которое полностью контролировало работу общеказачьих союзов в Маньчжурии. Чтобы подчинить Союзу казаков на Дальнем Востоке другие казачьи группы, при содействии японских властей в мае 1938 года было проведено совещание представителей забайкальских, амурских и уссурийских казаков-эмигрантов. Благодаря поддержке японских властей членство в Союзе для всех казаков, проживавших в Маньчжоу-Го, стало обязательным. В конце 1930-х — начале 1940-х годов в состав союза входили 27 станиц и около 20 тысяч членов. По окончании 2-й мировой войны был упразднён. Председателями в разное время были: Семёнов (с 1933 года), генерал-майор А. В. Зуев (с 1938 года), генерал-лейтенант А. П. Бакшеев (с 1940 года).

## Возрождение союзов в России
В 1990—2000-х годов в процессе возрождения казачества казачьи союзы начали создаваться вновь в России, Украине и Казахстане. Примерами могут служить Союз казачьих войск России и зарубежья, Крымский казачий союз, Ростовский казачий союз и другие.